# Estação Ploshchad Vosstania (metro de São Petersburgo)
Ploshchad Vosstania (em russo:  Площадь Восстания) é uma das estações da linha Kirovsko-Vyborgskaia (Linha 1) do metro de São Petersburgo, na Rússia. Estação «Ploshchad Vosstania» está localizada entre as estações «Tchernichevskaia» (ao norte) e «Vladimirskaia» (ao sul).